# Michael von Albrecht
Michael von Albrecht (Stoccarda, 22 agosto 1933) è un latinista, filologo classico e traduttore tedesco.

## Biografia
Figlio del compositore Georg von Albrecht, frequentò la Hochschule für Musik und Darstellende Kunst di Stoccarda, dove si diplomò nel 1955. In seguito studiò filologia classica a Parigi e indologia a Tubinga, dove conseguì il dottorato. Nel 1964 divenne professore permanente presso l'università di Heidelberg, ove divenne, nel 1988 professore emerito e in cui lavorò fino al 1998 come professore di Letteratura latina. Nell'anno accademico 1977/1978 fu professore straordinario dell'università di Amsterdam e nel 1981 dell'Institute for Advanced Study di Princeton.
È curatore delle Studien zur klassischen Philologie e delle Quellen zur Musikgeschichte von der Antike bis zur. Gegenwart ed è noto per il suo lavoro sulla musica nell'antichità, sulla letteratura romana e sulla letteratura comparata. Per il suo lavoro di traduzione, nel 2004 ha ricevuto il premio Johann Heinrich Voss.
È noto per il suo impegno nella promozione della competenza linguistica attiva e passiva nelle lingue classiche, in qualità di sodale dell'Academia Latinitati Fovendae e dell'Accademia Vivarium Novum di Roma.

## Opere
- 1964 Silius Italicus: Freiheit und Gebundenheit römischer Epik
- 1968 Ovid (Wege der Forschung; Mitherausgeber)
- 1971 Meister römischer Prosa von Cato bis Apuleius
- 1972 Goethe und das Volkslied
- 1972 Der Teppich als literarisches Motiv
- 1973 Marcus Tullius Cicero, Sprache und Stil
- 1977 Poesie
- 1987 Die römische Literatur in Text und Darstellung
- 1989 Scripta Latina
- 1992 Geschichte der römischen Literatur – traduzione italiana Aldo e Marco Setaioli, Storia della letteratura latina, Einaudi, 3 vol. (1995-1996)
- 2000 Das Buch der Verwandlungen
- 2000 Vergil, Eklogen
- Soldi e ricchezza in Seneca. Temi ed immagini (PDF), su fondazionecanussio.org, Fondazione Niccolò Canussio, 2002,  247-264. URL consultato il 23 luglio 2013.
- Hieronymus: Übersetzer und Kultureller Vermittler (PDF), su fondazionecanussio.org, Fondazione Niccolò Canussio, 2003,  361-383. URL consultato il 23 luglio 2013.
- Populus: la testimonianza dei poeti augustei (PDF), su fondazionecanussio.org, Fondazione Niccolò Canussio, 2004,  173-189. URL consultato il 23 luglio 2013.
- Michael von Albrecht, Terror et pavor: politica e religione in Lucrezio (PDF), su fondazionecanussio.org, Fondazione Niccolò Canussio, 2005,  238-239. URL consultato il 22 luglio 2013.
- 2006 Vergil. Bucolica, Georgica, Aeneis. Eine Einführung - traduzione italiana di Aldo Setaioli, Virgilio. Un'introduzione. Bucoliche, Georgiche, Eneide, Vita e Pensiero, Milano 2012. ISBN 9788834320204
- Ovid und die Romanisierung der griechischen Kultur (PDF), su fondazionecanussio.org, Fondazione Niccolò Canussio, 2007,  219-229. URL consultato il 23 luglio 2013.
- Caesar und die Macht des Wortes (PDF), su fondazionecanussio.org, Fondazione Niccolò Canussio, 2009,  223-239. URL consultato il 23 luglio 2013.
- 2009 Introduzione in  Ordine e sovversione nel mondo greco romano (PDF)[collegamento interrotto], Pisa, edizioni ETS, 2009, ISBN 978-88-467-2418-2. URL consultato il 23 luglio 2013.
- 2022 Ad scriptores Latinos. Epistulae et colloquia, traduzione poetica e prefazione di Aldo Setaioli, Graphe.it edizioni, Perugia 2022. ISBN 9788893721578
- 2023 Sermones. Satire sul presente, traduzione poetica e introduzione di Aldo Setaioli, Graphe.it edizioni, Perugia 2023. ISBN 9788893721967
- 2024 La scimmia di Heidelberg, traduzione, introduzione, appendice e cura di Aldo Setaioli, Lorenzo de' Medici Press, Firenze 2024. ISBN 9788899838904